# Hokes Bluff
Hokes Bluff is een plaats (city) in de Amerikaanse staat Alabama, en valt bestuurlijk gezien onder Etowah County.

## Demografie
Bij de volkstelling in 2000 werd het aantal inwoners vastgesteld op 4149.
In 2006 is het aantal inwoners door het United States Census Bureau geschat op 4332, een stijging van 183 (4,4%).

## Geografie
Volgens het United States Census Bureau beslaat de plaats een oppervlakte van
30,6 km², waarvan 30,1 km² land en 0,5 km² water.

## Plaatsen in de nabije omgeving
De onderstaande figuur toont de plaatsen in een straal van 24 km rond Hokes Bluff.